# Tour Generación RBD
Tour Generación RBD è stato il tour di concerti di debutto della band pop latina messicana RBD. Il tour promuoveva i loro primi due album in studio, Rebelde (2004) e Nuestro amor (2005). Il tour di 141 spettacoli è iniziato il 13 maggio 2005 a Toluca, in Messico, e si è concluso il 3 marzo 2007 a Laredo, negli Stati Uniti. L'annuncio ufficiale avvenne il 1 maggio 2005, a seguito del successo commerciale dell'album di debutto della band. Diego Boneta è stato scelto come atto di apertura.
Il tour ha ricevuto recensioni contrastanti da parte della critica, mentre alcuni critici hanno elogiato l'energia contagiosa della band e la loro interazione con il pubblico, altri hanno sottolineato difetti negli aspetti vocali e interpretativi. È stato un successo commerciale, incassando un totale di 30,9 milioni di dollari suonando davanti a 637.364 spettatori. Secondo Billboard, è stato il tour di concerti latini con il maggior incasso del 2006. Sono stati registrati e pubblicati numerosi concerti, incluso lo spettacolo del maggio 2005 al Palacio de los Deportes in Messico; successivamente pubblicato come album dal vivo e in DVD con il titolo Tour generación RBD en vivo.

## Scaletta

### 2005
1. "Rebelde"
2. "Otro día que va"
3. "Santa no soy"
4. Medley 1: "Me he enamorado de un fan" / "No sé si es amor" / "Ámame hasta con los dientes" / "Rayo rebelde" / "Baile del sapo" / "Me vale"
5. "Enséñame"
6. "Futuro ex‐novio"
7. "Cuando el amor se acaba"
8. "Liso, sensual"
9. "A rabiar"
10. "Una canción"
11. Medley 2: "Cuando baja la marea" / "Te quiero" / "Verano peligroso" / "Devuélveme a mi chica" / "La chica del bikini azul" / "Viviendo de noche" / "De música ligera" / "Es mejor así"
12. "Fuego"
13. "Sálvame"
14. "Tenerte y quererte"
15. "Un poco de tu amor"
16. "Solo quédate en silencio"

Bis
1. "Rebelde" (versione cumbia)

### 2006-2007
1. "Rebelde"
2. "Santa no soy"
3. "Así soy yo"
4. "Feliz cumpleaños"
5. "Enséñame"
6. "Qué fue del amor"
7. "Cuando el amor se acaba"
8. "Una canción"
9. "Este corazón"
10. "Solo para tí"
11. "Me voy"
12. "Sálvame"
13. "Tenerte y quererte"
14. "No pares"
15. "A tu lado"
16. "Fuera"
17. "Solo quédate en silencio"
18. "Qué hay detrás"
19. "Un poco de tu amor"
20. "Aún hay algo"
21. "Tras de mí"

Bis
1. "Ser o parecer"
2. "Nuestro amor"
3. "Rebelde" (versione rock)

## Artisti d'apertura
- Diego Boneta in America Latina, Nord America ed Europa[3]